# Comité de Fútbol de las Islas del Norte
El Comité de Fútbol de las Islas del Norte (CFIN, en idioma francés Comité de Football des Îles du Nord) es una asociación de clubes de fútbol en San Martín (mitad francesa de la isla de San Martín) y San Bartolomé, una isla más pequeña asociada a esta. Agrupa a las asociaciones de fútbol de cada una de esas islas y lleva la organización de competiciones nacionales e internacionales de fútbol en la selección de fútbol de Saint-Martin.
El comité local de San Martín fue fundada en 1999. No está afiliada a la FIFA, pero está afiliada a la FFF y es miembro asociado de la CONCACAF desde 2002. Desde 2003 la isla de San Bartolomé tiene también un comité local.
Desde 2003, el nuevo objeto de CFIN es "promover el fútbol como un deporte de equipo en la práctica de fútbol de San Bartolomé a través de sesiones de entrenamiento, mantener ninguna relación con la FFF, la liga, todos reconocidos como grupos deportivos el gobierno, y crear una relación administrativa entre éste y sus miembros y otras asociaciones deportivas ". Su oficina central se encuentra en Catina Laplace Public, 97133 San Bartolomé.